# Маденієт (Аягозький район)
Маденіє́т (каз. Мәдениет) — село у складі Аягозького району Абайської області Казахстану. Адміністративний центр та єдиний населений пункт Маденієтського сільського округу.
Населення — 747 осіб (2021; 987 у 2009, 1218 у 1999, 1149 у 1989).
Національний склад станом на 1989 рік:
- казахи — 100 %